# Bryodema kozlovi
Bryodema kozlovi är en insektsart som beskrevs av Bei-bienko 1930. Bryodema kozlovi ingår i släktet Bryodema och familjen gräshoppor. Inga underarter finns listade i Catalogue of Life.